# Julie Cox
Julie Cox (* 15. September 1973 in Ely, Cambridgeshire) ist eine britische Schauspielerin.

## Leben
Cox wurde in England geboren, wuchs aber in Schottland und Indonesien auf. Sie erlangte in Australien ihren High-School-Abschluss, bevor sie im Alter von 18 Jahren nach England zurückkehrte. Ihre erste Rolle spielte Cox in dem Film Die unendliche Geschichte 3 – Rettung aus Phantásien, in dem sie die Kindliche Kaiserin darstellte. In dem Fernsehfilm Diana – Ein Leben für die Liebe spielte sie Prinzessin Diana. In den Miniserien Dune – Der Wüstenplanet und Children of Dune spielte sie die Rolle der Irulan Corrino.

## Filmografie (Auswahl)
- 1994: Die unendliche Geschichte III – Rettung aus Phantásien (The Neverending Story III: Escape from Fantasia)
- 1996: Diana – Ein Leben für die Liebe (Princess in Love, Fernsehfilm)
- 1996: Geschichten aus der Gruft (Tales from the Crypt, Fernsehserie, eine Folge)
- 1997: 20.000 Meilen unter dem Meer (20.000 Leagues Under the Sea, Fernsehfilm)
- 1998: Zeit der Grausamkeit (Woundings)
- 1999: Felicia, mein Engel (Felicia’s Journey)
- 2000: Dune – Der Wüstenplanet (Frank Herbert’s Dune, Miniserie, drei Folgen)
- 2000: David Copperfield
- 2002: An Angel for May (Fernsehfilm)
- 2003: Children of Dune (Miniserie, drei Folgen)
- 2003: Agatha Christie’s Poirot: Das unvollendete Bildnis (Five Little Pigs, Fernsehreihe)
- 2004: Agatha Christie’s Marple (Fernsehserie, 1 Folge)
- 2005: Shadow of the Sword – Der Henker (The Headsman)
- 2006: Second in Command
- 2006: Almost Heaven
- 2007: Der geheimnisvolle Code (The Riddle)
- 2008: Oxford Murders (The Oxford Murders)
- 2008: New Tricks – Die Krimispezialisten (New Tricks, Fernsehserie, 1 Folge)
- 2012: Lewis – Der Oxford Krimi – Gefangen im Netz (Generation Of Vipers, Fernsehreihe)
- 2013: Inspector Barnaby (Midsomer Murders) Fernsehserie, Staffel 15, Folge 5: König Dame Tod (The Sicilian Defence)
- 2017: Broadchurch (Fernsehserie, 1 Folge)